# Cratere Sharrkan
Sharrkan è un cratere sulla superficie di Encelado.